# Daniela Vinopalová
Daniela Vinopalová, provdaná Vodáková (16. prosince 1928, Opava – 19. ledna 2017, Praha) byla česká sochařka a šperkařka.

## Život
Narodila se v rodině inženýra Jaromíra Vinopala, zástupce ředitele koksovny v Mariánských Horách. Školní léta strávila v Ostravě. Po vypuknutí války jejího otce nacisté na rok uvěznili a poté se rodina odstěhovala do Prahy, kde podnikali otcovi sourozenci. Otec se stal spoluvlastníkem firmy Klevin – Bratři Vinopalové, továrna na výrobu leteckých palubních přístrojů. Daniela navštěvovala reálné gymnázium ve Vodičkově ulici, učila se balet a soukromě studovala modelování v ateliéru Emanuela Kodeta (1944–1948), kde se spřátelila s keramičkou Dagmar Hendrychovou. E. Kodet své studenty seznamoval s českým barokním sochařstvím. V posledním roce gymnázia vyhrála celostátní středoškolskou soutěž se sochou ženského aktu. Během studií poznala roku 1946 na letní brigádě Miroslava Lamače, který studoval gymnázium v Křemencově ulici a podílel se na vydávání časopisu Středoškolák. Později ji zasvětil do moderního výtvarného umění a ovlivnil zásadně její volnou tvorbu.
Po maturitě (1948) neuspěla v přijímacím řízení na Akademii výtvarných umění a náhradou zvolila studium výtvarné výchovy na Pedagogické fakultě u prof. Karla Lidického. Malbu vyučoval Martin Salcman a kresbu Cyril Bouda, jako pedagog na PedF UK působil také Zdeněk Sýkora. Spřátelila se zde s Jitkou Hamzovou, Jiřím Padrtou a Josefem Klimešem. Po dvou letech byla přijata na AVU do ateliéru Jana Laudy. V té době byl rodině znárodněn majetek (PAL Modřany), její otec byl vyslýchán a čelil perzekuci. Daniela se provdala za Vladimíra Vodáka, který právě končil studia na VŠE, ale kvůli kádrovému posudku se nakonec byl nucen živit manuálně na stavbě a později v dolech. Manželům se narodila dcera Daniela (1958).
Roku 1951 ji převzal do svého ateliéru Karel Pokorný, u kterého studenti dostávali výhradně politická zadání v duchu socialistického realismu. V prostředí mladých přesvědčených komunistů jí pomáhalo přátelství s některými spolužáky, kteří studovali v jiných ateliérech (Vlasta Prachatická, Eva Brýdová). Daniela Vinopalová ukončila studium roku 1955 diplomovou prací 9. květen, znázorňující v mírně nadživotní velikosti civilně podanou sochu rudoarmějce v podřepu s malým chlapcem, který drží v rukou jeho přilbu. Práce sklidila úspěch, byla představena na jubilejní výstavě AVU a reprodukována v časopisu Výtvarná práce. Sochu zakoupil Svaz čs-sovětského přátelství a byla často vystavována.

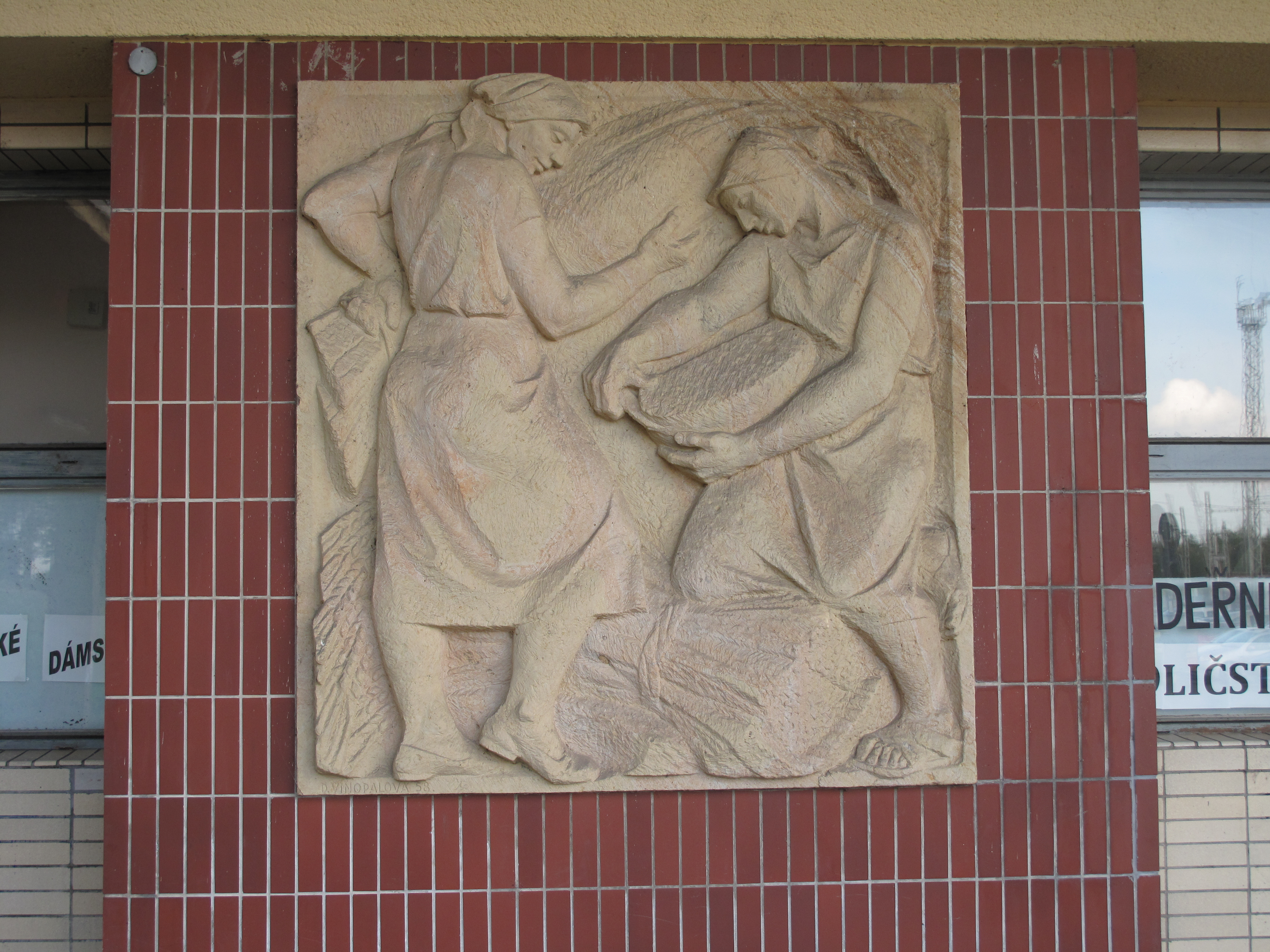
Pískovcový reliéf Zemědělství na výpravní budově klatovského nádraží z roku 1958

Během studia u prof. Pokorného se Vinopalová sblížila pouze s Janou Choděrovou–Hlaváčovou (1925–1977), kterou znala už z ateliéru Karla Lidického. Obě si po ukončení školy zřídily společný ateliér v nádvorním domku v Nuslích a realizovaly společnou zakázku pro nádraží v Klatovech. Daniela Vinopalová uspěla i některých dalších soutěžích na plastiky do veřejného prostoru, ale její privátní tvorba byla zcela odlišná, ovlivněná debatami o moderním umění, které vedla s Miroslavem Lamačem a knihami a časopisy, které jí půjčovala Jitka Hamzová. Poprvé se představila na výstavě Socha 1964 v Liberci. V té době se spřátelila s Ludmilou Vachtovou, která její dílo citlivě interpretovala a uspořádala jí první autorskou výstavu v Galerii na Karlově náměstí. Vinopalová se svou tvorbou z druhé poloviny 60. let zařadila mezi mladé výrazné sochaře a zúčastnila se většiny důležitých skupinových výstav. V té době často cestovala do zahraničí (Petrohrad, Itálie, Polsko, Paříž).
Po okupaci v srpnu 1968 a s počátkem normalizace nový Svaz výtvarných umělců její předchozí tvorbu zcela odmítl a hrozil jí vyloučením. Vinopalová zažívala hlubokou tvůrčí krizi a téměř opustila vlastní tvorbu. Z důvodu zachování své profese se ucházela o zakázky na dekorativní plastiky do interiérů veřejných budov. Její volnou tvorbu v té době zastupovaly návrhy a realizace šperků. Během normalizace ji pomáhalo přátelství s Ludmilou Kybalovou i uznání od historika umění Antonína Hartmanna a některá přátelství trvající z dob studií. Její spolužačka z Kodetova ateliéru Dagmar Hendrychová ji seznámila s asistentkou prof. Jana Nušla na VŠUP, Alenou Novákovou. Ta ji roku 1971 přizvala na II. sympozium stříbrného šperku v Jablonci nad Nisou, kde dostala možnost vystavit i své první náramky. V následujících letech její šperky vznikaly ve spolupráci s kovolijcem Janem Kubíčkem v klenotnickém centru Ústředí uměleckých řemesel, které je během 80. let prezentovalo na četných výstavách v zahraničí.
Teprve koncem 80. let dostala možnost realizovat větší plastiku podle svých představ, když získala zakázku na oltářní stůl pro kostel sv. Jiljí. K vlastní sochařské tvorbě se vrátila po pádu režimu roku 1989, a nový elán jí dodala i samostatná výstava v Českém muzeu výtvarných umění v Praze roku 1996. Roku 1995 musela opustit ateliér v Nuslích a svou tvorbu přestěhovat do bytu v Praze-Podolí. V druhé polovině 90. let navázala na sérii soch-váz i své prostorové studie. Kvantitu i rozsah prací omezovaly její ubývající fyzické síly, vážná onemocnění a vysoký věk. Daniela Vinopalová zemřela 19. ledna 2017 ve věku 88 let.

## Dílo

### Sochy

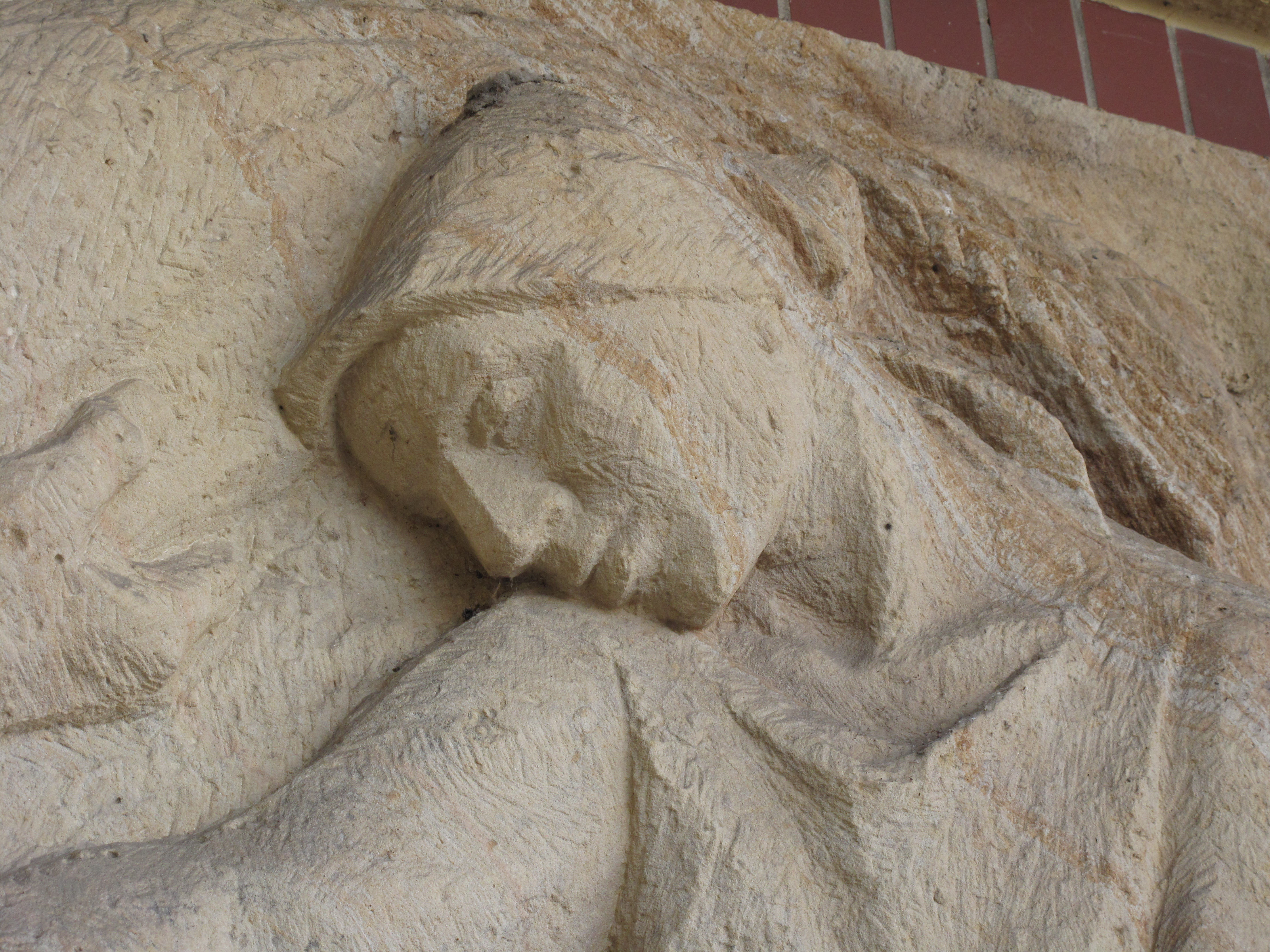
Detail reliéfu Zemědělství z roku 1958

Daniela Vinopalová se zabývala figurací již během středoškolských studií, kdy docházela k E. Kodetovi. V závěru studia AVU v ateliéru Karla Pokorného byla oceněna za svou diplomovou práci, ale po absolutoriu se snažila vymanit z negativního stínu prorežimního sochaře a trvalo několik let, než našla svůj vlastní výraz. Inspirativním vzorem byly pro ni tehdy jednoduché a hladké formy soch Brâncușiho a Henri Moora. V letech 1958–1960 vytvořila několik portrétů přátel a studie ženských figur. Roku 1960 se zúčastnila veřejné soutěže se sochou Mateřství a díky ocenění mohla poté realizovat dva významné památníky s ležícími ženskými postavami – Pomník ženám, které zahynuly za okupace na pochodu smrti v Krásně (1960) a Památník obětem ženského koncentračního tábora Svatava / Zwodau (1962–1963). Po celý život pro ni byl důležitý poslech klasické hudby a četba děl Pierre Teilhard de Chardina i jiné filosofické i vědecké literatury.
V letech 1959–1961 vytvořila několik abstraktních Prostorových studií, inspirovaných konstruktivismem a reflektujících bruselskou estetiku. Šlo o subtilní konstrukce sestavené z drátěné a plechové kostry a pokryté sádrou. Zlom v její tvorbě nastal v roce 1960, kdy načas užívala ateliér v ulici Karoliny Světlé, ze kterého byl výhled na rotundu sv. Kříže. Tehdy spíše podvědomě a samovolně začala modelovat duté okrouhlé sochy inspirované touto dokonalou stavbou, do kterých se promítla i její předchozí figurální tvorba a souvislost s tehdejší strukturální abstrakcí. Oporou jí byly i organické architektury Antoni Gaudího. Vznikly tak její první „sochy – vázy“, jak je později nazvala kunsthistorička Ludmila Vachtová. Tyto nefigurativní sochy připomínají vázu jako esteticky ztvárněnou dutou formu, ale vycházejí z figury a s dekorativními vázami nemají žádnou spojitost. Náznak „funkce“ sochařce nevadil, protože tak uchovával cosi z lidské podstaty.
Sama Vinopalová svou tvorbu vnímala jako nalézání duchovního řádu a hledala oporu v křesťanství. Sochy budovala jako tvar vsazený do sítě prostorových vztahů, které se promítaly jako linky na jejich povrchu nebo jako plochy vzájemně se protínající v prostoru. Duté vertikální a dynamické sochy nabývají expresivních tvarů, které zvýrazňují náhlé lomy, nepravidelné otvory a výřezy s archetypálními symboly očí nebo síťovité linie na jejich povrchu. První díla, kde materiálem byla keramická hlína, mají souvislejší zakřivené plochy s výraznými hranami lomu. U dalších soch se povrch stal členitější a dynamičtější, s detaily vybočujícími z pomyslného objemu a rozvíjejícími se v prostoru. Některé byly určeny k odlití do cínu (Socha-křtitelnice, 1964–65, NG v Praze), který vyhovoval svou vnější neokázalostí a zároveň násobil účinek působením světla.
Od poloviny 60. let vznikají její imaginární prostorové stavby – „architektury“ (cyklus K prostoru, 1965–67), stavěné z letovaných nebo vázaných drátů, propojovaných pletivem a pokrývaných textilem, na který nanášela sádru. Z celého souboru těchto křehkých soch se zachovaly pouze dvě (K prostoru I, 1965–1966, K prostoru IV, 1967). Sochařka využila nových výrazových možností, které jí skýtalo prolomení formy a zviditelnění vnitřního prostoru. Otevřeným dutým tvarem se dílo zapojovalo do univerzálního prostoru a získávalo nový, imateriální rozměr. Nejrozměrnější z těchto soch (K prostoru IV, 183 cm), určenou pro exteriér a vytvořenou z bílého cementu, vybral Jindřich Chalupecký pro výstavu pěti sochařů ve Špálově galerii (s E. Kmentovou, F. Pacíkem, O. Zoubkem a V. Prachatickou, 1967). Složitá kombinace oblých linií a ploch budí dojem organického narůstání a působí nepostižitelností své dynamické skladby, vymyká se rozumovému ověření. Další díla byla zničena a jsou zaznamenána pouze na fotografiích. Jediná konstrukce z tohoto souboru která byla odlita v bronzu, třímetrová Prostorová plastika instalovaná roku 1971 v atriu Ústavu patentové literatury v Praze-Dejvicích, zmizela při rekonstrukci v první polovině devadesátých let.
Počátek normalizace prožívala Vinopalová v hluboké tvůrčí krizi a do poloviny 70. let vytvořila jen čtyři plastiky navazující na sérii soch – váz (Vzkříšení, 1973). Tato díla byla volněji formovaná, bez jasné obrysové linie, a jejich povrch se proměnil v citlivou tkáň, vypovídající o tíži doby a obecném pocitu beznaděje. V dalších letech se z ekonomických důvodů věnovala návrhům dekorativních plastik pro architekturu, ale sama je později označila spíše za výraz osobního zoufalství. V roce 1980 vytvořila sochařský portrét Ludmily Kybalové. Na vlastní sochařskou tvorbu navázala koncem 80. let, kdy dostala možnost realizovat Oltářní stůl a Oltářní kříž pro kostel sv. Jiljí v Praze. Podstavec menzy vznikal podobně jako předchozí sochy bez skici nebo modelu, přímým narůstáním hmoty v subtilních sádrových stuhách obkružujících centrální prázdný prostor. Podle vyjádření autorky představuje bohatě rozrůzněný tvar podstavce vesmírnou mnohost, ale též symbolizuje rubáš Krista. Stuha pnoucí se vzhůru, která má na svém vrcholu náznak Krucifixu, znamená naději na vzkříšení, nebo též vyvolený kmen Davidův. Oltářní kříž nese velmi zjednodušenou a silně protáhlou postavu Ukřižovaného, který připomíná existenciální plastiky A. Giacomettiho z 50. let. Obě díla dokončila až po pádu komunistického režimu počátkem 90. let.
Sochy vytvořené v 90. letech, které navazují na starší sochy – vázy, mají často mnohem jednoznačnější religiózní symboliku, jak naznačují i jejich názvy – Horské kázání (1997), Jákobův žebřík (1997–1998), Rozjímání (2009). Poslední z nich, nazvaná Miska čisté vody (2012–2014), je koncipována jako podstavec s miskou na svěcenou vodu a reliéfem kříže na dně.
Po roce 2000 Vinopalová navázala na své předchozí Prostorové studie sochou Díkůvzdání (2007). Na rozdíl od série K prostoru je dynamický pohyb vertikálních ploch ukotven v pevné elipsoidní konstrukci kolem centrální osy a na svém vrcholu skrývá náznak kalicha a sepjatých rukou. Podle její starší prostorové studie (Kresleno do prostoru, 1960–1961) byla zhotovena volná replika tepaná z bronzu a nazvaná Šifra (2015). Svou poslední prostorovou sochu s názvem Rotunda/Vnitřní prostor, kterou započala roku 2015, již nedokončila.

### Šperk
První náramky vytvořila Vinopalová po polovině 60. let, ale šperkem se začala soustavně zabývat až od roku 1971, kdy se zúčastnila II. sympozia stříbrného šperku v Jablonci nad Nisou. Její autorské šperky měly ohlas mezi odborníky a byly často vystavovány v zahraničí prostřednictvím Ústředí uměleckých řemesel. Stříbro, někdy zlacené, výjimečně i zlato, kombinovala s drahými kameny (vltavín, almandin, český granát). Vinopalová se svými stříbrnými náramky, brožemi a závěsy brzy zařadila mezi přední tvůrce současného šperku.
Její sochařské pojetí určuje šperk jako svébytný objet d’art, sochařka však respektuje anatomickou stavbu ruky a vytváří předmět tvarově náročný a nekonvenční, přesto však funkční. Je zaujata kovem jako tvárnou hmotou s bohatými možnostmi a k výtvarnému účinku využívá struktury vzniklé technikou odlévání metodou ztraceného vosku.
Po roce 1990, kdy byla její šperkařská tvorba představena na významných přehlídkách (Galerie V. Špály, Praha, 1990, Schmuckszene, Mnichov, 1992, Dům umění Brno, 1993), pokračovala převážně návrhy náhrdelníků v kombinaci s acháty, (1991–2003), náramků a závěsů. Vytvořila také náhrdelník z bílého zlata s briliantem (2009–2010) a zlatou brož s perlou (2010).

### Zastoupení ve sbírkách
- Národní galerie v Praze
- Uměleckoprůmyslové museum v Praze
- Galerie hlavního města Prahy on line
- Galerie středočeského kraje (GASK), Kutná Hora
- Galerie Benedikta Rejta v Lounech
- Galerie moderního umění v Roudnici nad Labem[14]
- Galerie Klatovy / Klenová
- Moravská galerie v Brně
- Muzeum skla a bižuterie v Jablonci nad Nisou

### Výstavy

#### Autorské
- 1966 Daniela Vinopalová: Plastiky, Galerie na Karlově náměstí, Praha
- 1996 Daniela Vinopalová-Vodáková: Hledání tvaru, České muzeum výtvarných umění, Praha
- 2009 Daniela Vinopalová Vodáková, Muzeum v Bruntále
- 2011 Daniela Vinopalová: Jako větve stromu, jako potok, jako obloha, jako pták..., Galerie moderního umění v Roudnici nad Labem

#### Společné (výběr)
- 1954 Výstava soutěžních prací na výzdobu muzea, Museum Klementa Gottwalda, Praha
- 1964 Socha 1964, Liberec
- 1966 Tvůrčí skupina Umělecká beseda, Mánes, Praha
- 1966 Jarní výstava 1966, Mánes, Praha
- 1966 Aktuální tendence českého umění. Obrazy, sochy, grafika, Mánes, Praha
- 1967 5 sochařů, Galerie Václava Špály, Praha
- 1968 Alternative attuali 3, Castello Spagnolo, L’Aquila
- 1969 Socha a město, Liberec
- 1971 Stříbrný šperk 1971, výstava výsledků II. symposium Jablonec nad Nisou
- 1978 Soudobý československý šperk, Muzeum skla a bižuterie v Jablonci nad Nisou
- 1983 Český šperk 1963–1983, Středočeské muzeum, Roztoky
- 1984 Karel Pokorný a jeho škola, Letohrádek královny Anny (Belveder), Praha
- 1985 Vyznání životu a míru. Přehlídka československého výtvarného umění k 40. výročí osvobození Československa Sovětskou armádou, Praha, Bratislava
- 1990 Trialog o přírodě, Středočeské muzeum, Roztoky
- 1990 Kov a šperk: Oborová výstava, Galerie Václava Špály, Praha
- 1993 Kov – šperk 1993, Dům umění města Brna
- 1999/2000 Umění zrychleného času. Česká výtvarná scéna 1958–1968, Praha, GVU Cheb
- 2000 Umělecká beseda 1999/2000, Mánes, Praha
- 2000 Alfa 2000 omega, Galerie moderního umění v Roudnici nad Labem, Praha, Oblastní galerie Vysočiny v Jihlavě
- 2003/2004 Umělecká beseda, Městská knihovna Praha
- 2007 Členská výstava Umělecké besedy, Muzeum a galerie Orlických hor, Rychnov nad Kněžnou
- 2007 Umělecká beseda: Vědomí o člověku, Výstavní síň Masné krámy, Plzeň, Mánes, Praha
- 2007/2008 Členská výstava Umělecké besedy, Novoměstská radnice, Praha, Galerie výtvarného umění v Mostě
- 2008 Zrozeno do prostoru (Socha a plastika členů Umělecké besedy), Hrad Sovinec
- 2009 Socha a město Liberec 1969. Výstava o výstavě Liberec 2009, Oblastní galerie Liberec
- 2009 Věčná pomíjivost, Kostel Zvěstování Panny Marie, Litoměřice
- 2010 Umělecká beseda: Pocta Bohuslavu Reynkovi, Galerie výtvarného umění v Havlíčkově Brodě
- 2011 August Švagrovský a jeho sbírka, Galerie výtvarného umění v Hodoníně
- 2013/2014 Pokrevní vztahy, Galerie Středočeského kraje (GASK), Kutná Hora
- 2014 Grey Gold. České a slovenské umělkyně 65+ / Czech and Slovak female artists over 65+, Dům umění města Brna [15]
- 2014/2017 Stavy mysli / Za obrazem, Galerie Středočeského kraje (GASK), Kutná Hora (Kutná Hora)
- 2015 Grey Gold. České a slovenské umělkyně 65+ / Czech and Slovak female artists over 65+, Nitrianska galéria
- 2015/2016 Daniela Vinopalová, Monika Immrová: Socha, Galerie Středočeského kraje (GASK), Kutná Hora
- 2016 Facing the Future: Art in Europe 1945–68, BOZAR – Palais des Beaux-Art / Paleis voor Schone Kunsten / Centre for Fine Arts, Brusel
- 2016/2017 Kunst in Europa 1945–1968: Die Zukunft im Blick / Art in Europe 1945–1968: Facing the Future, Zentrum für Kunst und Medientechnologie (ZKM), Karlsruhe, Pushkin State Museum of Fine Arts, Moskva
- 2017 Odměk – Šedesátá léta ze sbírek Galerie Klatovy / Klenová, Východoslovenská galéria, Košice
- 2019 Vrcholení: Nejvyšší polohy českého výtvarného umění, Galerie Zdeněk Sklenář, Praha

### Katalogy
- Daniela Vinopalová, text Miroslav Lamač, 10 s., Svaz československých výtvarných umělců, Praha 1966
- Daniela Vinopalová-Vodáková: Hledání tvaru. Plastiky z let 1960–1996, texty Antonín Hartmann, Ludmila Vachtová, Jitka Hamzová, 38 s., České muzeum výtvarných umění, Praha 1996, ISBN 80-7056-046-0
- Daniela Vinopalová – Jako větve stromu, jako potok, jako obloha, jako pták..., texty Daniela Vinopalová, Alena Potůčková, Jitka Hamzová, 28 s., Galerie moderního umění v Roudnici nad Labem 2011, ISBN 978-80-87512-02-9
- Daniela Vinopalová, Monika Immrová: Socha / Sculpture, text Adriana Primusová, Galerie Středočeského kraje (GASK), Kutná Hora 2015, ISBN 978-80-7056-192-8 on line Archivováno 15. 6. 2020 na Wayback Machine.

### Monografie
- Richard Drury, Adriana Primusová, Pavla Pečinková: Daniela Vinopalová, 200 s., Arbor vitae, Řevnice 2017, ISBN 978-80-7467-102-9